# Sertularella tongensis
Sertularella tongensis är en nässeldjursart som beskrevs av Eberhard Stechow 1919. Sertularella tongensis ingår i släktet Sertularella och familjen Sertulariidae. Inga underarter finns listade i Catalogue of Life.